# 宇治常美
宇治 常美（うじ つねよし、1936年1月3日 - 2000年6月19日）は、日本の経営者。住友倉庫社長を務めた。東京都出身。

## 経歴
1959年に東京大学法学部を卒業し、同年に住友倉庫に入社。1990年6月に取締役に就任し、1992年6月に常務を経て、1994年6月には社長に就任。
2000年6月19日心不全のために死去。64歳没。